# Pearlington
Pearlington es un lugar designado por el censo del condado de Hancock, Misisipi, Estados Unidos. Según el censo de 2000 tenía una población de 1.684 habitantes y una densidad de población de 71.4 hab/km².

## Demografía
Según el censo de 2000, había 1.684 personas, 648 hogares y 460 familias residiendo en la localidad. La densidad de población era de 71,4 hab./km². Había 830 viviendas con una densidad media de 35,2 viviendas/km². El 77,55% de los habitantes eran blancos, el 20,43% afroamericanos, el 0,36% amerindios, el 0,12% asiáticos, el 0,12% de otras razas y el 1,43% pertenecía a dos o más razas. El 1,37% de la población eran hispanos o latinos de cualquier raza.
Según el censo, de los 648 hogares en el 31,5% había menores de 18 años, el 52,3% pertenecía a parejas casadas, el 11,9% tenía a una mujer como cabeza de familia y el 29,0% no eran familias. El 23,3% de los hogares estaba compuesto por un único individuo y el 9,4% pertenecía a alguien mayor de 65 años viviendo solo. El tamaño promedio de los hogares era de 2,60 personas y el de las familias de 3,08.
La población estaba distribuida en un 25,8% de habitantes menores de 18 años, un 7,3% entre 18 y 24 años, un 24,8% de 25 a 44, un 29,1% de 45 a 64 y un 12,9% de 65 años o mayores. La media de edad era 40 años. Por cada 100 mujeres había 99,3 hombres. Por cada 100 mujeres de 18 años o más, había 103,4 hombres.
Los ingresos medios por hogar en la localidad eran de 31.224 dólares ($) y los ingresos medios por familia eran 36.711 $. Los hombres tenían unos ingresos medios de 32.450 $ frente a los 25.948 $ para las mujeres. La renta per cápita para la ciudad era de 14.040 $. El 17,6% de la población y el 18,2% de las familias estaban por debajo del umbral de pobreza. El 13,0% de los menores de 18 años y el 22,3% de los habitantes de 65 años o más vivían por debajo del umbral de pobreza.

## Geografía
Según la Oficina del Censo de los Estados Unidos, Pearlington tiene un área total de 24,8 km² de los cuales 23,6 km² corresponden a tierra firme y 1,2 km² a agua. El porcentaje total de superficie con agua es 4,91%.